# Heimbuchenthal
Heimbuchenthal est une commune allemande de Bavière, située dans l'arrondissement d'Aschaffenbourg et le district de Basse-Franconie.

## Géographie

Situation de Heimbuchenthal (en rouge) dans la communauté d'administration (en violet) et dans l'arrondissement d'Aschaffenbourg

Heimbuchenthal est située dans le sud du massif du Spessart, à la limite avec l'arrondissement de Miltenberg, à 19,5 km au sud-est d'Aschaffenbourg.
La commune est composée du seul village de Heimbuchenthal et elle fait partie de la communauté d'administration de Mespelbrunn.
Communes limitrophes (en commençant par le nord et dans le sens des aiguilles d'une montre) : Mespelbrunn, Dammbach, Eschau, Elsenfeld, Hausen et Leidersbach.

## Histoire
La première mention du village date de 1282 et son nom dérive du mot allemand signifiant "hêtre" (hainbuche). Le village a fait partie des domaines de l'Électorat de Mayence et, comme lui, il a rejoint le royaume de Bavière en 1814.

## Démographie
| 1910 | 1933  | 1939  | 1970  | 1987  | 2000  | 2003  | 2009  |
| ---- | ----- | ----- | ----- | ----- | ----- | ----- | ----- |
| 901  | 1 211 | 1 221 | 1 875 | 2 106 | 2 260 | 2 229 | 2 152 |

## Jumelage
La commune de Heimbuchenthal est jumelée avec :
- Thury-Harcourt (France) depuis 1988 dans le Calvados en Basse-Normandie.